# Bijaya Kharka
Bijaya Kharka (nep. विजयखर्क) – gaun wikas samiti we wschodniej części Nepalu w strefie Sagarmatha w dystrykcie Khotang. Według nepalskiego spisu powszechnego z 2001 roku liczył on 530 gospodarstw domowych i 2769 mieszkańców (1459 kobiet i 1310 mężczyzn).